# اکالیپتوس لیمویی
اکالیپتوس لیمویی (نام علمی: Corymbia citriodora) نام یک گونه از سرده خون‌درخت‌ها است.